# Gaoussou Samaké
Gaoussou Samaké (* 4. November 1997 in Dabou) ist ein ivorischer Fußballspieler.

## Karriere
Er begann seine Karriere in der U19 des von ASEC Mimosas und wechselte von hier zum Start des Jahres 2017 fest in die erste Mannschaft. Im Februar 2021 spielte er dann schon einmal leihweise bis November desselben Jahres für das US-Franchise Loudoun United in der USLC. Seit der Saison 2022 steht er nun fest in der MLS bei D.C. United unter Vertrag, spielt aber auch noch weiter bei Loudoun United. Sein Debüt hier hatte er am 3. Spieltag bei einer 0:2-Niederlage gegen Chicago Fire, wo er in der 75. Minute für Brad Smith eingewechselt wurde.